# Aronia

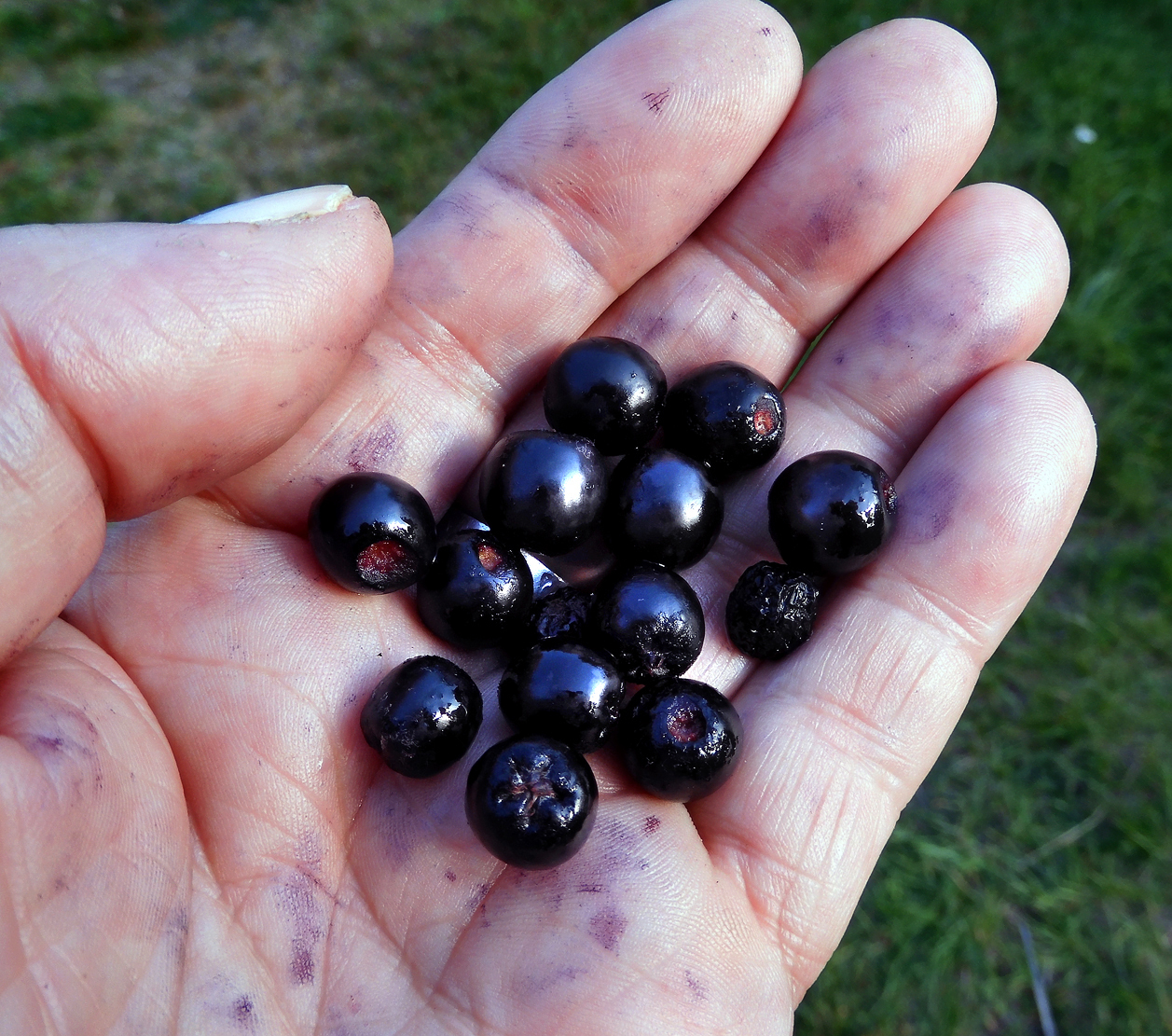
Aronia.

Aronia es un género de plantas perteneciente a la familia de las rosáceas.

## Descripción
Son dos o tres especies de arbustos caducifolios originarios del este de Norteamérica, donde se encuentran en los bosques húmedos y zonas pantanosas. Se cultivan como plantas ornamentales y también para obtener un pigmento antioxidante como los antocianos. Los frutos son astringentes y no son comestibles crudos. Se hacen con ellos mermeladas, jarabes e infusiones. Los pájaros dispersan las semillas.
Las hojas son alternadas, simples y oblanceoladas, con márgenes crenados. Las flores son pequeñas y se disponen en corimbos. El fruto es un pomo pequeño.

## Taxonomía
Aronia Medik. (en Philos. Bot. 1: 155. 1789.) nom. cons. (nomina conservanda según ICBN Art. 14.10 & App. III, sobre el homónimo previo «Aronia Mitch.», ICBN Art. 53 nom. rej.) Especie tipo: Aronia arbutifolia (L.) Pers. (Mespilus arbutifolia L.) 
Sinónimos
- A veces incluido junto con el género Photinia (posible sinónimo).

Aronia spp.
1. Aronia arbutifolia (L.) Pers.  = Aronia arbutifolia var. brilliantissima hort. [= Aronia arbutifolia ‘Brilliantissima’] = Crataegus pyrifolia Lam. = Mespilus arbutifolia L. = Photinia pyrifolia (Lam.) K.R.Robertson & J.B.Phipps = Pyrus arbutifolia (L.) L.f. = Sorbus arbutifolia (L.) Heynh.
2. Aronia melanocarpa (Michx.) Elliott = Aronia melanocarpa Spach = Aronia nigra (Medik.) Dippel = Aronia nigra (Willd.) Koehne = Hahnia arbutifolia var. nigra Medik. = Mespilus arbutifolia var. melanocarpa Michx. = Photinia melanocarpa (Michx.) K.R.Robertson & J.B.Phipps = Pyrus arbutifolia var. nigra Willd. = Pyrus melanocarpa (Michx.) Willd. = Pyrus nigra (Willd.) Sarg.
3. Aronia x prunifolia (Marshall) Rehder = Crataegus prunifolia (Marshall) Baumg.= Mespilus prunifolia Marshall = Photinia floribunda (Lindl.) K.R.Robertson & J.B.Phipps = Pyrus floribunda Lindl.